# Paranemastoma brevipalpatum
Espèce
Synonymes
- Nemastoma brevipalpatum Roewer, 1951

Paranemastoma brevipalpatum est une espèce d'opilions dyspnois de la famille des Nemastomatidae.

## Distribution
Cette espèce est endémique de Navarre en Espagne.

## Description
Le mâle holotype mesure 4 mm.

## Systématique et taxinomie
Cette espèce a été décrite sous le protonyme Nemastoma brevipalpatum par Roewer en 1951. Elle est placée dans le genre Paranemastoma par Prieto en 2008.

## Publication originale
- Roewer, 1951 : « Über Nemastomatiden. Weitere Weberknechte XVI. » Senckenbergiana, vol. 32, p. 95–153.